# Затишье (Запорожская область)
Затишье (укр. Затишшя) — село,
Гуляйпольский городской совет,
Гуляйпольский район,
Запорожская область,
Украина.
Код КОАТУУ — 2321810105. Население по переписи 2001 года составляло 87 человек.

## Российско-Украинская война
В конце марта 2022 года ВСУ заявили о занятии Затишья под свой контроль

## Географическое положение
Село Затишье находится на расстоянии в 3 км от города Гуляйполе.
По селу протекает пересыхающий ручей с запрудой.